# Chilicola cupheae
Chilicola cupheae là một loài Hymenoptera trong họ Colletidae. Loài này được Schrottky mô tả khoa học năm 1905.